# Rheinstahl

Logo de Rheinstahl AG, appelé « Rheinstahl arch », inspiré de la forme du pavillon Rheinstahl à la Foire de Hanovre 1955

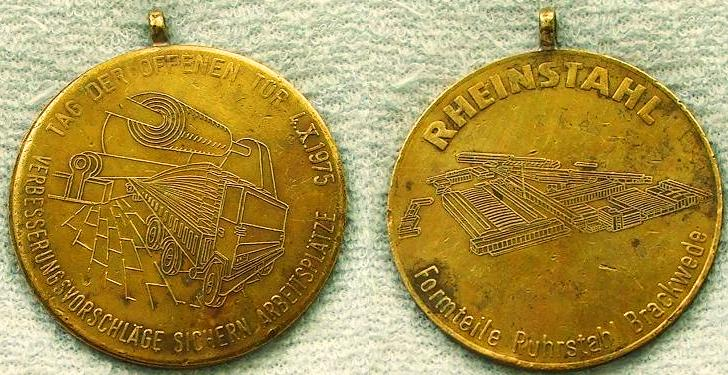
1975 Médailles Rheinstahl

Rheinische Stahlwerke AG (groupe Rheinstahl) était une entreprise de l’industrie sidérurgique ainsi que de la construction mécanique et d’installations.

## Historique

### De la fondation à 1918
L’entreprise a été fondée en 1870 à Paris par Barthold Suermondt, sous le nom de Société Anonyme des Aciéries du Rhin. Elle a été rebaptisée Rheinische Stahlwerke en 1872. Suermondt nomma son fils William Suermondt et son cousin George Oktave Pastor comme directeurs techniques. Gustave Léon Pastor, frère de George Oktave, lui succéda à partir de 1878 comme nouveau directeur technique, tant pour la Rheinische Stahlwerke que pour la Hörder Bergwerks- und Hütten-Verein. En 1879, grâce à sa médiation, ces entreprises qui travaillaient auparavant selon le procédé Bessemer, furent les premières sur le territoire douanier allemand à obtenir une licence de Sidney Gilchrist Thomas pour le nouveau procédé Thomas. Cette innovation, ainsi que la distribution de sous-licences, ont permis une expansion rapide de l’entreprise au cours des 15 années suivantes, durée de la protection légale du brevet. Pour cela, les Rheinische Stahlwerke ont été honorés de la médaille d’argent de l’État à la Rheinisch-Westfälische Industrie- und Gewerbeausstellung à Düsseldorf en 1880. En 1881-1882 a été construit un nouveau laminoir ferroviaire, sur lequel des rails jusqu’à 20 m de long pouvaient être fabriqués en une seule pièce. La main-d’œuvre s’y élevait à 1331 personnes. La même année, la mine d’Alringen en Lorraine est acquise afin d’avoir accès aux minerais pour le procédé Thomas. En raison des coûts élevés de fret par chemin de fer, cependant, ce n’est qu’en 1901 que l’entreprise a utilisé le minerai dans son propre convertisseur.
Une aciérie intégrée a été construite à Duisbourg en 1884-1885, avec la construction d’une aciérie Siemens-Martin, et en 1887-1888 deux hauts fourneaux. En 1891, 2100 personnes travaillaient à la Rheinische Stahlwerke. Dès 1896-1897, un troisième haut fourneau a été construit. Grâce à l’acquisition de la mine Centrum en 1899-1900, une mine a également été rattachée aux usines de transformation du fer et de l’acier. La main-d’œuvre est passée de 3843 à 7387 personnes. En 1903-1904, les usines sidérurgiques de Duisbourg à Meiderich ont été intégrées, avec environ 1500 travailleurs supplémentaires, et la gamme de produits a ainsi été élargie vers des produits raffinés. En 1904 et 1908, un quatrième et un cinquième hauts-fourneaux ont été construits. La production de fonte brute a été portée à 400 000 tonnes par an. En 1910-1911, l’Ilsenburger Hütte a été acquise et peu de temps après fermée afin de transférer les chiffres de participation du Stahlwerkeverband à la Duisburger Stahlwerke. En 1911-1912, l’achat de Vereinigte Walz- und Röhrenwerke AG a encore augmenté les capacités de traitement. L’effectif est passé à 11 697 personnes.

### 1918-1945
En 1922, Arenbergsche AG für Bergbau und Hüttenbetrieb fusionne avec la mine Prosper pour former Rheinische Stahlwerke. En outre, en 1924, une communauté d’intérêts a été conclue avec IG Farben, qui a subsisté jusqu’en 1945. L’objectif du groupe d’intérêt était de garantir les besoins en charbon d’I.G. Farben.
En 1926, Rheinische Stahlwerke AG a transféré ses mines de minerai et ses activités sidérurgiques à la nouvelle Vereinigte Stahlwerke AG, mais a continué à posséder elle-même la propriété de la mine et le commerce du charbon. En contrepartie de l’apport de ses participations, la société a reçu une participation dans Vereinigte Stahlwerke AG. Jusqu’à la fin de la guerre, Rheinische Stahlwerke AG était l’un des principaux actionnaires du groupe sidérurgique.

### Après 1945
Lors du démantèlement du groupe Vereinigte Stahlwerke après la Seconde Guerre mondiale, Rheinstahl a conservé non seulement les mines, mais aussi les usines de traitement sous la forme de Rheinstahl Union Maschinen- und Stahlbau AG ainsi que des participations dans Ruhrstahl AG avec Henrichshütte, Rheinisch-Westfälische Eisen- und Stahlwerke AG à Essen et Bochumer Verein. La participation de Rheinstahl dans I.G. Farben a été convertie en une participation majoritaire dans Dynamit Nobel, qui avait été fusionnée dans I.G. Farben, à la suite du démantèlement du groupe. Rheinstahl vendit cette participation majoritaire à Friedrich Flick en 1959. Le groupe s’agrandit considérablement en 1952 par le rachat de Hanomag et en 1964 par l’achat de l’usine Henschel de Cassel. Les divisions camions des deux sociétés ont été fusionnées en 1969 pour former Hanomag-Henschel Fahrzeugwerke GmbH (HHF) et reprises par Daimler-Benz AG en 1971.
À la fin des années 1960, cependant, le groupe Rheinstahl a rencontré des difficultés financières, qui n’ont pas pu être modifiées de manière décisive par une restructuration au début des années 1970. Le 21 février 1973, il a été annoncé d’un commun accord qu’August Thyssen-Hütte AG (ATH) cherchait à obtenir une participation majoritaire dans Rheinstahl AG. Dès le 14 mars 1973, la majorité des actions étaient détenues par ATH. Les entreprises de transformation et de construction mécanique ont été transférées à Rheinstahl AG et la production d’acier a été transférée à August Thyssen-Hütte. Au cours de l’année 1976, le nom « Rheinstahl » a été abandonné et l’ensemble du groupe a été regroupé sous la nouvelle marque, composée de la feuille Rheinstahl et du lettrage Thyssen.
Rheinstahl Union Brückenbau AG est devenue particulièrement célèbre pour ses structures telles que le barrage d'Assouan en Égypte et le pont du zoo de Cologne.

### Aujourd’hui
Les sous-sociétés encore existantes du groupe Rheinstahl appartiennent désormais à ThyssenKrupp, et le logo de l’ancien groupe Rheinstahl, la feuille Rheinstahl, fait toujours partie du logo ThyssenKrupp AG aujourd’hui.
Le nom Rheinstahl perdure aujourd’hui dans la « Fondation Rheinstahl » à but non lucratif et juridiquement capable, qui, depuis sa fondation en 1960, attribue des bourses à des étudiants motivés et volontairement engagés dans les domaines de l’ingénierie, de l’économie et des disciplines STIM.

## Galerie

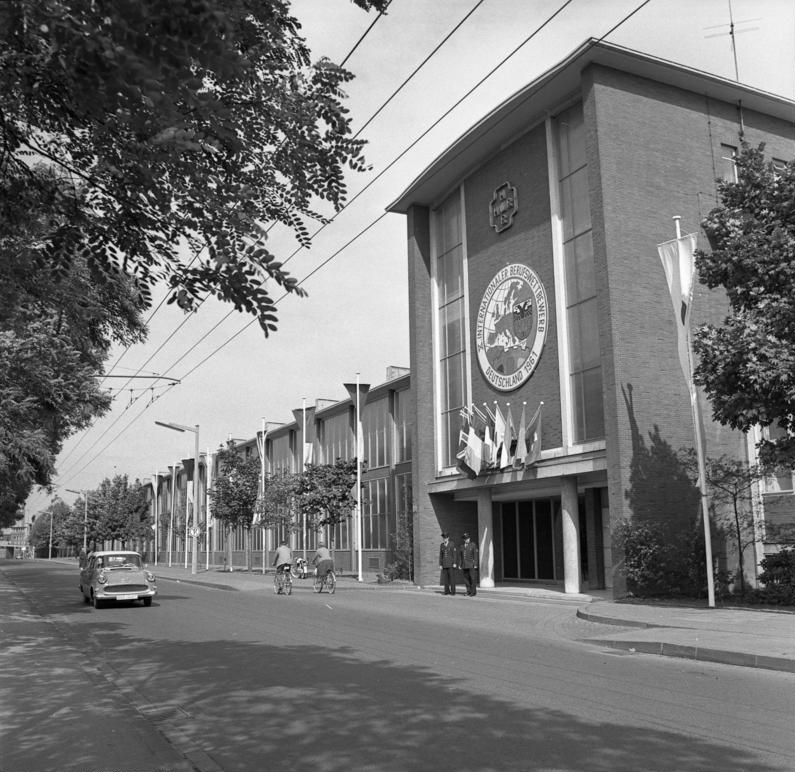
Bâtiment Rheinstahl, compétition professionnelle internationale été 1961
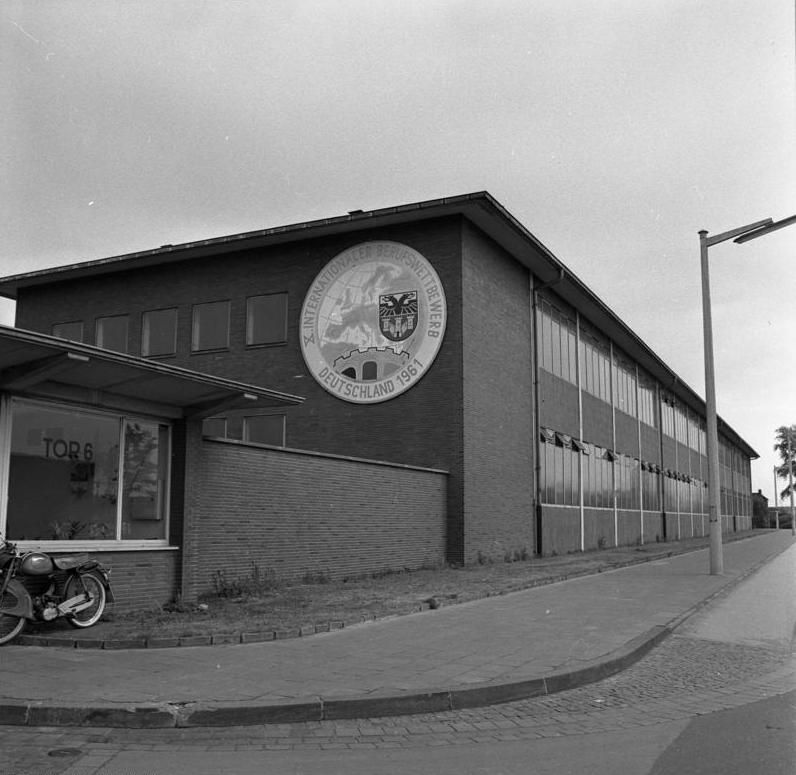
Bâtiment Rheinstahl
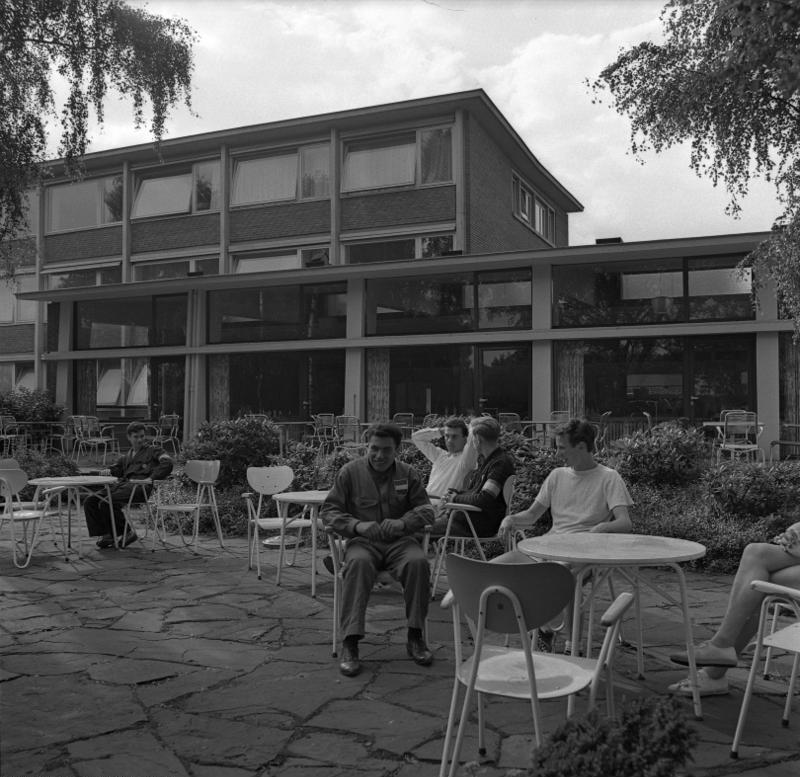
Bâtiment Rheinstahl
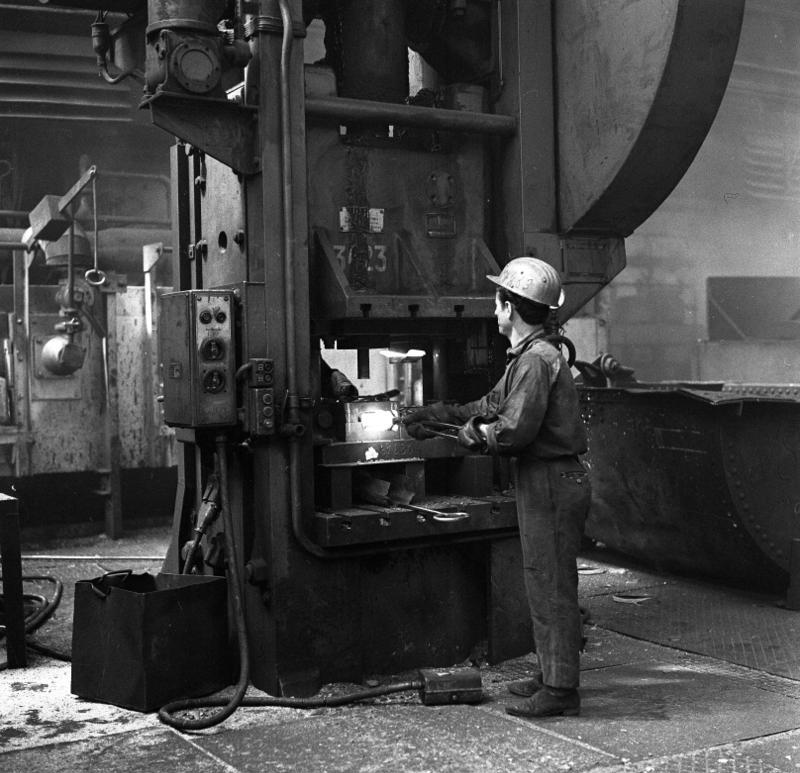
Forge de Rheinstahl GmbH, Duisburg, lieu de la compétition professionnelle internationale

### Filiales
À partir de 1957, chantier naval Nordseewerke (MS Rheinstahl)